# Alkama Ibn Abada
Alkama Ibn Abada, arabski pisatelj, živel v prvi polovici 6. stoletja.
Abada je predstavnik beduinske poezije, ki je bil izreden ustvarjalec pesmi kasid.